# Желтопятнистый древолаз
Желтопятнистый древолаз (лат. Oophaga arborea) — ядовитая лягушка вида земноводных семейства древолазов. Находилась среди образцов, собранных в 1981 году. В 1984 году была описана как Dendrobates arboreus. В 1994 году отнесена к роду Oophaga.

## Описание
Длина 20—22 мм. Кожа чёрного или коричневого цвета. Пятна, как правило, меньше глаз и сравнительно круглой формы. Пятна имеют различный размер и расположение. Некоторые из них рельефные, что не встречается у других представителей семейства. Радужная оболочка глаз коричневого цвета. Пальцевые диски расширены на всех пальцах, кроме первого. Второй палец всегда больше, чем первый, и, когда прижаты, первый палец составляет ¾ длины второго.
Лягушата похожи по окраске на взрослых, отличаются по интенсивности пятен и могут иметь зеленоватый оттенок основного фона.
Головастики равномерно серовато-коричневые. Хвост светло-коричневый с белыми пятнами.

## Распространение
Эндемик Атлантической низменности и прилегающих гор западной Панамы, встречается в широком диапазоне высот от уровня моря до по крайней мере 1120 м над уровнем моря. Населяет полог леса.

## Яд
Яд высоко токсичен, содержит алкалоиды, которые вызывают затруднение дыхания, нарушение работы опорно-двигательной системы и, возможно, смерть.